# René-François Plaichard Choltière
René-François Plaichard Choltière (10 octobre 1740, Laval - 25 août 1815, Laval), est un homme politique français. Le nom du conventionnel a été très diversement orthographié dans les documents de l'époque : Pléchard, Ploichard, Plaischard, Chollière, Cholière, Chottière, Chotère, Choltière, de La Choltière, Choture. Il est pendant un très court moment maire de Laval, député de la Mayenne à la Convention, et conseiller général en l'an VIII.

## Biographie

### Origine & Descendance
Il est le fils de René Plaichard Choltière (1704-1742) et d'Anne Aveneau de la Grancière.
- René François Plaichard Choltière, époux d'Anne Aveneau
  - René François Plaichard Choltière, époux de Marguerite Renusson
    - Bernard Plaichard Choltière, époux de Françoise Marie Delaunay de Fresnay
      - Claire Plaichard Choltière, épouse d'Urbain Besnier
        - Eugénie Besnier, épouse d'Harold de Lastic Vigouroux
          - Marie-Anne de Lastic Vigouroux, épouse de René de Vincens de Causans
            - Tiburgette de Vincens de Causans, épouse d'Henri de Banyuls de Montferré
              - Suzanne de Banyuls de Montferré, épouse de Jean Guyot d'Asnières de Salins
                - René Guyot d'Asnières de Salins

      - Bernard Plaichard Choltière, époux de Françoise, Stéphanie Lance
        - Stéphanie Plaichard Choltière
        - Marie Plaichard de La Choltière, épouse de Louis Edmond d'Arodes de Tailly
          - Jeanne d'Arodes de Tailly, époux de Barthélémy Le Roy-Ladurie
            - Gabriel Le Roy Ladurie
              - Jeanne Le Roy Ladurie, épouse d'Henri Colonna de Giovellina
                - Gabriel Colonna de Giovellina, époux d'Alix de Pierre de Bernis

            - Jacques Le Roy Ladurie, époux de Léontine Dauger de Caulaincourt
              - Emmanuel Le Roy Ladurie
              - Marie Le Roy Ladurie (Fauroux)

          - Lucie d'Arodes de Tailly, épouse Jules Saguez de Breuvery
            - Marguerite Saguez de Breuvery, épouse Jules Dufaure
            - Xavier Saguez de Breuvery, époux de Bahezre de Lanlay
              - Marie Paule S de Breuvery, épouse de Christian des Garêts
              - Alban S de Breuvery, moine bénédictin

            - Bernard Saguez de Breuvery
            - Henri Saguez de Breuvery
              - Diane S de Breuvery
              - Gilles S de Breuvery
              - Perrette S de Breuvery

            - Edmond Saguez de Breuvery, époux de Marguerite Dehollain
              - Dominique Saguez de Breuvery épouse de  (Jean-Philippe Lenclos)
              - Arnaud, veuf de Patricia des Vallières
                - Thibault Saguez de Breuvery marié à Nennecy Dubessey de Contenson
                  - Nina et Sélène Saguez de Breuvery (Jumelles)

                - Flore Saguez de Breuvery
                - Quentin Saguez de Breuvery

            - Emmanuel Saguez de Breuvery, Jésuite

  - Anne Plaichard Choltière, époux de François Richard de la Mitrie
    - Anne Richard de la Mitrie, époux de Julien Jean-Baptiste Morin de la Beauluère
      - Jean-Baptiste François Morin de la Beauluère
      - Louis-Julien Morin de la Beauluère

### Médecin
Il étudie d'abord à Angers, en 1758, le grade de maître ès arts, puis étudie la médecine à la faculté de Montpellier dont il sort diplômé le 30 juin 1762. Le nouveau docteur revint s'installer dans sa ville natale et y épouse, en 1765, Marguerite-Geneviève Renusson. Une fille et deux garçons naissent de cette union. Il rejoint la Société du Jardin Berset en 1765. Homme instruit, médecin capable, Plaichard court la campagne et la ville. Il participe aux conversations des salons lavallois.
Plaichard était encore médecin de l'hôpital de Laval et y glanait quelques cas curieux, bons sujets d'articles pour les journaux médicaux auxquels il collaborait de temps à autre.

### Les débuts en politique
Les élections municipales du 10-16 février 1790 proclament Plaichard et Choquet, tous deux médecins, officiers municipaux, le chirurgien Lebourdais-Durocher, notable, le chirurgien François Hubert, maire de Laval. Le 18 juillet 1790, il est nommé membre du bureau de la municipalité. 
En août 1791, il est au nombre des électeurs réunis à l'Église des Cordeliers de Laval, sous la présidence de l'évêque Noël-Gabriel-Luce Villar, pour nommer les députés à l'Assemblée législative lors des Élections législatives de 1791. Les Mayennais, furieux d'avoir vu Laval supplanter leur ville comme chef-lieu du département et siège de l'évêché constitutionnel, se coalisèrent pour faire échec aux candidats de la cité rivale. Le 30 août 1791, Richard de Villiers enlève le huitième siège. Plaichard est député-suppléant de la Mayenne à l'Assemblée législative.
Au mois de novembre 1791, Laval procéda à de nouvelles élections municipales. La position était difficile : les finances en détresse, les approvisionnements entravés; la population prête aux violences, à l'émeute ; une situation équivoque entre les excès du jacobinisme et les menaces de la contre-révolution ; tout cela n'était guère encourageant, et personne ne se souciait d'accepter la place de maire de Laval ; un premier, un deuxième élu démissionnèrent ; le 15 novembre, on nomme Plaichard : il était alors à Paris ; à son retour il décline le poste en démissionnant le 16 novembre 1791. Le poste échut enfin, le 12 décembre, à son confrère François Lepescheux-Dauvais.

### Conventionnel
Il est élu aux Élections législatives de 1792, membre de la Convention. Plaichard gagne Paris et s'installe 72, rue d'Argenteuil. Il devient membre du Comité de secours publics, créé le 2 octobre 1792.
Lors du procès de Louis XVI, le 15 janvier 1793, Plaichard répond : oui à la question : Louis Capet est-il coupable de conspiration contre la liberté publique ? Au deuxième appel nominal : Le jugement sera-t-il ratifié par les assemblées primaires ? il est absent. Le 16, Plaichard Choltière répond : Je vote pour la réclusion et pour le bannissement après la guerre. Le 19, il vote avec quelques modérés pour le sursis. Plaichard, avec la Plaine[Qui ?], vote le 13 avril 1793 la mise en accusation de Jean-Paul Marat.
Opinions modérées, votes favorables à Louis XVI, il est menacé pendant la Terreur, quoiqu'il ne participe pas pour prendre part aux débats  de l'assemblée ; il ne fait pas de bruit, et participe aux Comités.

### L'instruction publique
Depuis le 29 prairial an II (7 juin 1794), il est secrétaire du Comité d'instruction publique et en signe à ce titre les arrêtés et procès-verbaux; il en est réélu membre le 17 frimaire an III, le 18 germinal et le 17 thermidor an III ; il n'y fait pas grand tapage, sommeillant dans les vastes appartements de la Maison Elbeuf, du commencement à la fin des séances. Néanmoins, il travaille et sous son influence, le comité permet de  relever de ses ruines l'enseignement public à tous les degrés et le rétablir sur de nouvelles bases.
Le 3 frimaire an III (29 novembre 1794), Plaichard vote l'accusation de Jean-Baptiste Carrier. 
Il est un des trois premiers commissaires de la Santé avec Antoine-François Fourcroy et Jean-François Barailon en 1794. 
À la suite de l'arrestation de Léonard Bourdon, directeur de l'Institut des Jeunes Français après l'Insurrection du 12 germinal an III, la Convention décide le 20 prairial an III d'entendre Plaichard, rapporteur du Comité d'instruction publique, sur le remplacement de Bourdon. Plaichard vint lire son travail. Il propose à la Convention le transfert de l'Institut à Liancourt et sa réunion à l’École des Enfants de l’armée. Cette école est à l'origine de l'actuelle école d'ingénieurs Arts et Métiers ParisTech et de toute l'histoire de ses élèves, les gadzarts.
La Convention adopta le projet et chargea de l'organisation les Comités d'instruction publique et des finances ; tout le poids en retomba sur Plaichard. Il écrit le 11 messidor à son ami François Midy.
Lors de l'Insurrection royaliste du 13 vendémiaire an IV ; les émeutiers occupent la rue Honoré, la place Vendôme, le Palais-Égalité, et sont écrasés à Saint-Roch. Plaichard habitait à côté, rue d'Argenteuil. Il est pris dans la bagarre, arrêté, retenu dans une section. Le lendemain, Lesage-Senault se lève et demande que le Comité de sûreté générale fasse délivrer le représentant de la Mayenne ; mais les ordres ont été déjà donnés et le Président annonce à l'Assemblée que le citoyen Plaichard a été mis en liberté.

### Conseil des Anciens
Aux Élections législatives de 1795, il est Député au Conseil des Anciens, le 4 brumaire an IV.
Plaichard participe à plusieurs commissions, et plus spécialement à celles qui traitaient des questions sur lesquelles il avait prouvé sa compétence : enseignement public, écoles centrales, écoles de santé, exercice de la médecine, etc.
Le 21 mars 1796, il est élu secrétaire du Conseil des Anciens et signe en cette qualité les procès-verbaux de l'Assemblée. Le 9 floréal, il est membre de la commission chargée de rendre compte du résultat des travaux de l'institut national sur l'établissement des Bibliothèques nationales et le dépôt des livres.

### Médecine
En dehors de la Convention et du Corps législatif, Plaichard prit encore une part active à la restauration des études médicales via la Société de santé de Paris, à la suite de la sollicitation de Sédillot. Membre résidant, il fait partie avec Pelletier, Piet, Lafisse, Andry, Auvity, Botentuit et Bousquet, du Comité de rédaction du Bulletin de la Société.
Le 8 messidor an XI, Plaichard, en collaboration avec Jean-Baptiste-Denis Bucquet, envoie à la Société de l'école de médecine de Paris, par l'intermédiaire du préfet de la Mayenne, une curieuse pièce anatomo-pathologique.

### Retour à Laval
Il quitte l'assemblée en 1797, ainsi que l'avait décidé le 15 ventôse le tirage au sort pour le renouvellement partiel du Corps législatif. Il reprend alors à Laval  l'exercice de la médecine ; de membre résidant, il passa au rang d'associé national de la Société de médecine de Paris. Son fils aîné, Joseph Plaichard Choltière, ex-capitaine des grenadiers du corps législatif et adjudant général des armées de la République dans le corps du général Napoléon Bonaparte, est tué par des hommes armés dans la forêt de Concise lors d'une chasse le 17 thermidor an VI.
On lit dans le Bulletin historique de la 20e division militaire, en l'an VI (6 octobre 1798) : Une battue dans la Mayenne a produit l'arrestation de plusieurs des assassins du trop malheureux ex-adjudant général Choltière. L'un d'eux, le fameux Mahue, dit Fleur d'Epine, trouvé porteur d'un fusil de chasse, a été tout de suite fusillé. Un autre, Lenoir, dit Pain Chaud, a été emprisonné à Laval. Ils avaient été signalés par Jean Peau, acquéreur de biens nationaux, chez lequel ils devaient venir chercher la somme d'argent à laquelle ils l'avaient imposé. Et dans les rapports du général Louis Antoine Vimeux  : Lenoir, dit Pain Chaud, a été condamné à mort par le conseil de guerre le 11 décembre.
Plaichard est nommé médecin consultant de l'hôpital de Laval. Le 18 vendémiaire an XII, il est président du Conseil de santé des hôpitaux. 
Le 3 frimaire an XII (25 novembre 1803), le préfet de la Mayenne, baron Harmand, propose Plaichard au Ministre de l'Intérieur comme membre du Jury médical de la Mayenne. Le 25 nivôse an XII (16 janvier 1804), Plaichard est désigné comme membre du jury médical de la Mayenne, ainsi que Jean-Baptiste-Denis Bucquet.  
Le 4 octobre 1808, Plaichard-Choltière est élu membre du Corps électoral. Plaichard est conseiller général en l'an VIII : il fut nommé, le 4 thermidor an VIII, membre de la commission du rapport sur les pertes causées par la guerre civile. Il rédige  son mémoire et le lit à la séance du 6 en demandant un dégrèvement pour les intéressés. Il siège au Conseil général de la Mayenne jusqu'à sa mort; en 1812, il appose sa signature au bas de l'adresse du Conseil félicitant Sa Majesté l'Empereur et Roi de la naissance de l'Enfant Royal, espoir de la France. Il est désigné comme un des Grands notables du Premier Empire du département de la Mayenne. 
Plaichard-Choltière meurt le 25 août 1815.

## Sources partielles
: document utilisé comme source pour la rédaction de cet article..
- Petite biographie conventionnelle, ou Tableau moral et raisonné des 749 députés, etc. Paris, chez Eymery, 1815.
- M. Robert, Vie politique de tous les députés à la Convention nationale pendant et après la Révolution. Paris, 1814, p. 337.
- Emile Queruau-Lamerie, Les députés de la Mayenne à l'Assemblée législative. Mayenne, s. d.
- Miquel Dalton, Les médecins à l'Assemblée législative. (Chronique médicale de mai 1902).
- Étienne-Louis Couanier de Launay, Histoire de Laval (818-1855), Imp. Godbert, 1856, 608 p. [détail des éditions] (lire en ligne)
- Emile Queruau-Lamerie, Les Conventionnels du département de la Mayenne. Laval, 1885.
- Procès-verbaux du Comité d'instruction publique de la Convention nationale, publiés par J. Guillaume. Paris, 1894, t. II, p. ci.
- Procès-verbaux des séances de la Convention Nationale et du Conseil des Anciens et Moniteur universel, passim.
- « René-François Plaichard Choltière », dans Alphonse-Victor Angot et Ferdinand Gaugain, Dictionnaire historique, topographique et biographique de la Mayenne, Laval, A. Goupil, 1900-1910 [détail des éditions] (BNF 34106789, présentation en ligne), t. III, t. IV, p. 696.
- « René-François Plaichard Choltière », dans Adolphe Robert et Gaston Cougny, Dictionnaire des parlementaires français, Edgar Bourloton, 1889-1891 [détail de l’édition]
- Paul Delaunay, Vieux médecins mayennais